# Grottes de Sudwala
Les grottes de Sudwala dans la province du Mpumalanga, en Afrique du Sud, se situent dans une roche de dolomite précambrienne datant de plus de 2800 millions d'années, du temps où l'Afrique faisait encore partie du Gondwana. Les grottes elles-mêmes furent créées il y a 240 millions d'années.

## Caractéristiques
Il y a un certain nombre de concrétions dans la grotte, connues sous des noms tels que la « Roquette du Lowveld », le « Pilier de Samson », et le « Monstre Hurlant ». Certaines concrétions ont été datées de plus de 200 millions d’années. Il y a aussi des fossiles microbiens d’une cyanobactérie connue sous le nom de collenia dans la roche ; ceux-ci se sont formés il y a 2000 millions d’années.
Les grottes servaient d’abri à l’époque préhistorique, probablement en partie à cause d’un apport constant d’air frais provenant d’une source inconnue dans les grottes. Ce sont les plus vieilles grottes connues du monde.

## Histoire
Au XIXe siècle, les grottes de Sudwala furent utilisées comme forteresse par les Swazi, et de nombreuses batailles eurent lieu à l’entrée de la grotte. En l'an 1900, pendant la seconde guerre des Boers, ces derniers utilisèrent les grottes pour stocker des munitions pour leurs canons Long Tom. On pensa longtemps que ces grottes furent utilisées par le président Paul Kruger pour cacher son légendaire trésor de guerre surnommé « Les millions de Kruger », des lingots d’or qui auraient disparu quelque part entre Waterval Onder et Nelspruit durant la fuite de Paul Kruger de Pretoria à Lourenço Marques au Mozambique.

## Galerie

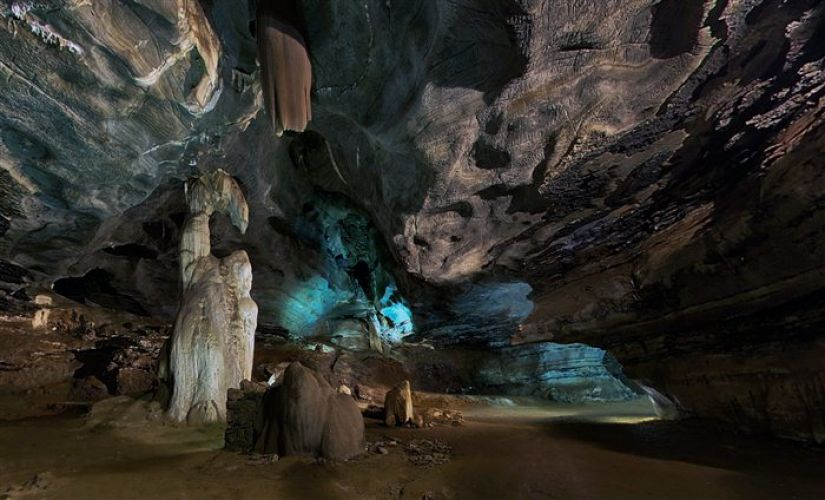
Première galerie des Sudwala Caves.
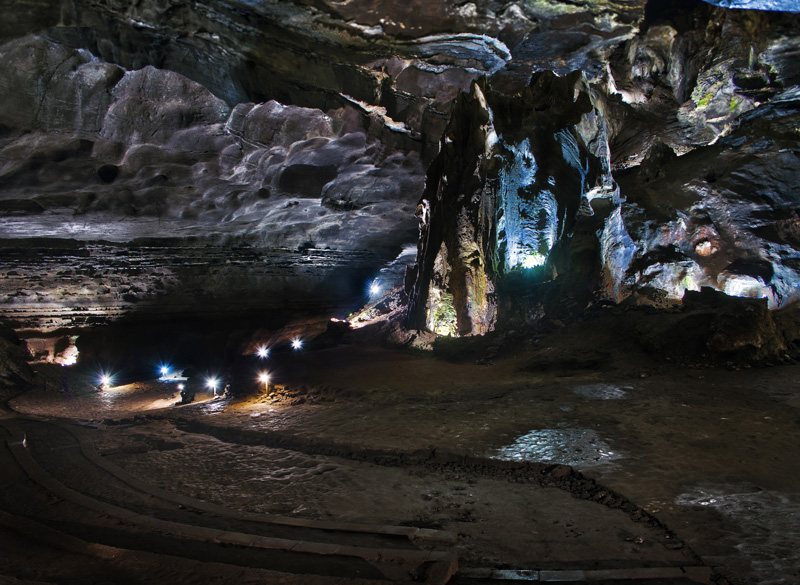
Vue des grottes.
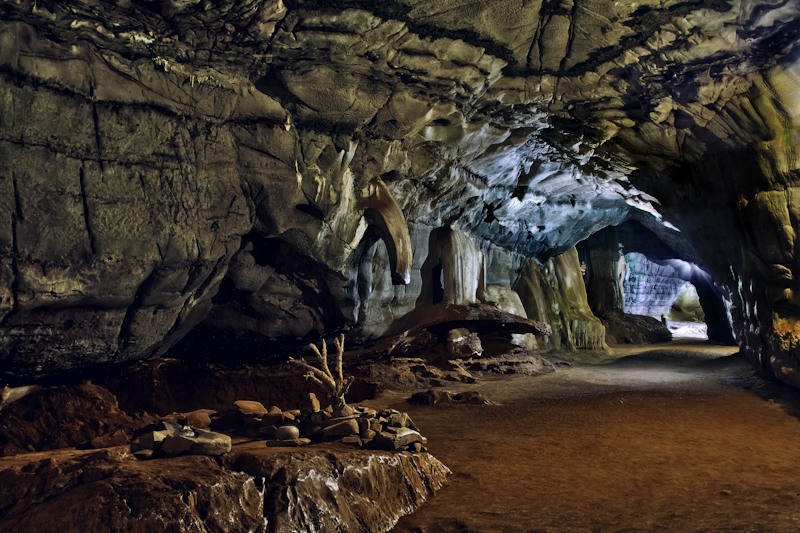
L'entrée de la chambre principale.
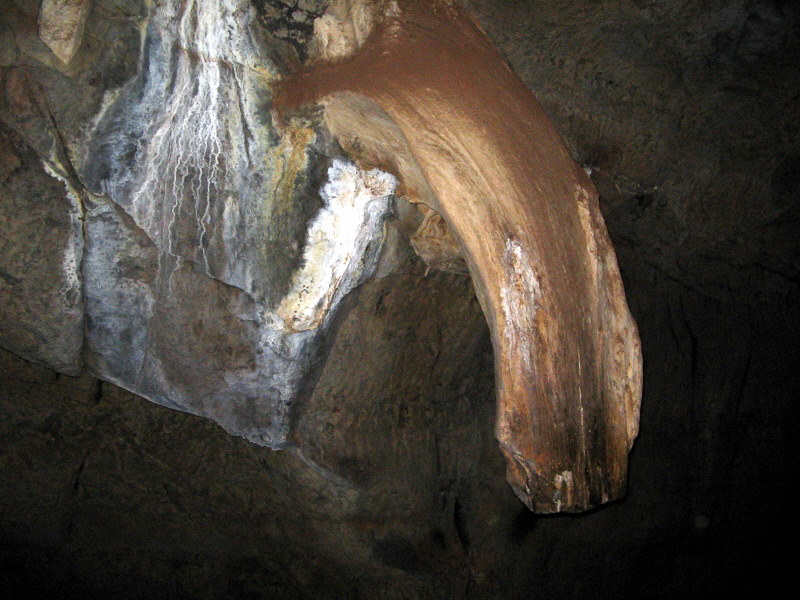
Stalagmite.